# Carry On! (album zespołu Jazz Carriers)
Carry On! – album polskiego zespołu jazzowego Jazz Carriers. Płyta ukazała się jako vol. 34 serii Polish Jazz.
Album nagrany został w Warszawie w lutym 1973. LP został wydany w 1973 przez Polskie Nagrania „Muza” w wersji stereofonicznej pod numerem katalogowym SXL 0962. Reedycja na CD ukazała się w 2017 nakładem Polskich Nagrań (nr katalogowy 01902 9 58435 8 8).
Jest to jedyna płyta długogrająca nagrana przez Jazz Carriers.

## Muzycy
- Zbigniew Jaremko – saksofon sopranowy, saksofon tenorowy
- Henryk Miśkiewicz – saksofon altowy
- Paweł Perliński – fortepian
- Marian Komar – kontrabas
- Zbigniew Kitliński – perkusja
- Józef Gawrych – instrumenty perkusyjne

## Lista utworów
Strona A
| 1. | „Carry On” (Zbigniew Jaremko)     | 5:14  |
|    |                                   |       |
| 2. | „Carriers’ Blues” (Marian Komar)  | 6:04  |
|    |                                   |       |
| 3. | „Szara kolęda” (Krzysztof Komeda) | 4:03  |
|    |                                   |       |
| 4. | „Frytki” (Paweł Perliński)        | 5:33  |
|    |                                   |       |
|    |                                   | 20:54 |
|    |                                   |       |
Strona B
| 1. | „Mała septyma” (Henryk Miśkiewicz) | 6:17  |
|    |                                    |       |
| 2. | „Bezdroża” (Paweł Perliński)       | 6:22  |
|    |                                    |       |
| 3. | „Supplement” (Zbigniew Jaremko)    | 6:43  |
|    |                                    |       |
|    |                                    | 19:22 |
|    |                                    |       |

## Informacje uzupełniające
- Reżyser nagrania – Antoni Karużas
- Inżynier dźwięku – Krystyna Diakon
- Omówienie płyty (tekst na okładce) – Kazimierz Czyż
- Omówienie płyty (tekst reedycji z 2017) – Tomasz Szachowski
- Projekt okładki – Marek Karewicz